# زويا صقر
زويا صقر (17 مارس-) عارضة أزياء إعلامية ومنتجة لبنانية تحمل الجنسية الروسية تبعا لوالدتها 

## حياتها
ولدت في بيروت والدها الدكتور الراحل سيمون صقر، وأمها روسية ، نالت شهادة الماجستير في علم النفس والعلوم السياسية تزوجت في شهر يونيو عام 2008 من رجل الأعمال رودولف جبر ولديها ثلاثة أطفال 

## مشوارها المهني
نالت لقب ملكة جمال إليت (Miss Elite) عام 1995 وكانت أول عربية تمثل بلدها في المسابقة العالمية في كوريا.
حصلت على لقب ملكة الجمال العالم في فنزويلا عام 1997 ضمن مسابقة ضمت 45 بلداً.
بلغت النهائيات في مسابقة ملكة جمال آسيا في الفيليبين عام 1999.
حازت على لقب ملكة جمال الإعلام في مسابقة عالمية في اليونان عام 2000
ظهرت كنجمة عرض مجموعة حالمة للمصمم اللبناني عبد محفوظ.
قدمت الكثير من البرامج التلفزيونية وكانت لها برامج تختص بالموضة على شاشة تلفزيون المستقبل، ثم عملت في باريس مع تلفزيون شبكة الأخبار العربية لتعود إلى بيروت للعمل مع قناة إن بي إن وقدمت برنامجا يتعلق بالموضة.
في العام 2001 إنضمت لأسرة شبكة راديو وتلفزيون العرب حيث قدما برنامجا من أستراليا عن الجاليات العربية وللعيش في بلاد الأغتراب إستضافت فيه شخصيات أمثال ستيف براكس وأنور حبرب بعنوان أجنحة الأحبة على قناتي ART أمريكا و قناة ART الأوائل من إخراج أكرم قاووق

بعدها عام 2004 قدمت برنامج  طلوا حبابنا بمشاركة وفاء الكيلاني وماريال بعيني
توجهت بعدها إلى تلفزيون المستقبل لمدة ثلاث سنوات، عملت بداية في مجال الإدارة والمبيعات والتسويق، ثم بالإضافة إلى ذلك قدمت فقرات ضمن برنامج (عائلتي) موجهة إلى الأم العربية
في العام 2007 عينت في منصب مديرة التسويق الاتصالات والإعلان في قناة الآن لتنقل للعيش في الإمارات العربية المتحدة مع عائلتها
شغلت أيضا منصب مدير عام لموقع زهرة الخليج عام 2010 
حاليا هي رئيسة تحرير موقع نواعم إضافة لرعاية الحفلات والمهرجانات كبيبلوس إضافة للجوائز التكريمية
بحلول عام 2011 بدأت تستثمر خبرتها من خلال شركة pure ePublishing2، وهي شركة عمدت إلى تأسيسها مع زوجها.
بعدها أنشأت موقع نواعم.كوم، ثم افتتحت موقعين آخرين: أحدهما ra2ed.com، المخصص للرجال العرب، والثاني هو gheir.com، في العام 2012 . أطلقت زويا olntv.tv، في عام 2014 ، هو عبارة عن قناة تلفزيونية عبر الإنترنت تقدّم للناطقين باللغة العربية أكثر من 1000 فيديو حصري لمواضيع تتعلّق بالأزياء، مروراً باللياقة ووصولاً إلى السيارات.